# 梅克西 (爱沙尼亚)
梅克西，是愛沙尼亞珀爾瓦縣赖皮纳市镇内的村庄，位於該國東南部，曾是原属塔尔图县的梅克西市镇的行政中心，處於首都塔林東南面210公里，海拔高度41米，2012年該城鎮人口为129人。
2017年爱沙尼亚行政改革后，包括梅克西在内的原属塔尔图县的梅克西市镇大部分与珀尔瓦县的其他市镇合并为新的赖皮纳市镇。梅克西村从而隶属珀尔瓦县。
58°12′58″N 27°26′14″E / 58.21611°N 27.43722°E